# Cladochaeta incessa
Cladochaeta incessa är en tvåvingeart som beskrevs av David Grimaldi och Nguyen 1999. Cladochaeta incessa ingår i släktet Cladochaeta och familjen daggflugor.
Artens utbredningsområde är Panama. Inga underarter finns listade i Catalogue of Life.